# 鞘苞花
鞘苞花（学名：Amischophacelus axillaris）为鸭跖草科鞘苞花属下的一个种。

## 特征
茎直立或匍匐，多分枝，无毛，节间伸长，下部节上生根。
叶线形，无毛或疏生柔毛，长2-8厘米，宽5-8毫米；叶鞘闭合，膜质，长5-10毫米，边缘无毛或疏生睫毛。
花3-6朵（有时仅1朵）簇生叶鞘中；苞片线形或披针形，不呈覆瓦状排列；萼片分离，条状匙形，长6-9毫米，宽1.5-2毫米；花瓣蓝色，中部连合成筒，长约1.2厘米，顶端3裂，裂片圆形；花药室长圆状，并行，基部开裂；子房无毛或有微毛，花柱长约13毫米。
蒴果长圆状，三棱形，长4-5毫米，直径约2毫米，室背3裂，顶端有6个带刚毛、长约1毫米的裂片状附属物，每个裂瓣带有两个这样的附属物，有种子1-6颗。
种子柱状，灰黑色或灰褐色，长2毫米，有窝孔，胚盖位于顶端，种脐圆形，位于基部的边缘。
花期在春秋二季。

## 扩展阅读
- 維基物種上的相關：鞘苞花